# Jean Hoffman
Jean Hoffman (Brussel·les, 29 de setembre de 1893 – ?) va ser un waterpolista belga que va competir a començaments del segle xx. El 1912 va prendre part en els Jocs Olímpics d'Estocolm, on va guanyar la medalla d'or en la competició de waterpolo.